# فیلیپ رموندا
فیلیپ رموندا (چکی: Filip Remunda؛ زادهٔ ۵ مهٔ ۱۹۷۳) یک کارگردان فیلم اهل جمهوری چک است.
فیلم مستند او به نام «رؤیای چک» برندهٔ جوایز فراوانی شد که از آن میان می‌توان به جایزهٔ جشنواره بین‌المللی فیلم سان‌فرانسیسکو در سال ۲۰۰۵ اشاره کرد.